# Мосано
Моса̀но (на италиански: Mossano; на венециански: Mosan, Мосан) е село в Северна Италия, община Барбарано Мосано, провинция Виченца, регион Венето. Разположено е на 89 m надморска височина.